# فلاديمير إيفانوف (لاعب كرة طائرة)
فلاديمير إيفانوف (بالأوكرانية: Іванов Володимир Тимофійович)‏ (10 سبتمبر 1940 في روسيا البيضاء - ) هو لاعب كرة طائرة أوكرانيا والاتحاد السوفيتي (وحمل سابقاً جنسية الاتحاد السوفيتي). شارك في الألعاب الأولمبية الصيفية 1968.

## وصلات خارجية
- فلاديمير ايفانوف على موقع اللجنة الأولمبية الدولية (الإنجليزية)
- فلاديمير ايفانوف على موقع أوليمبيديا (الإنجليزية)